# Daniel Vetter
Daniel Vetter (* August 1657 in Breslau; † 7. Februar 1721 in Leipzig) war ein deutscher Organist und Komponist.

## Leben
Vetter war ab 1678 Student in Leipzig. Im Jahre 1679 wurde er zum Nachfolger seines Lehrers Werner Fabricius als Organist der Nikolaikirche gewählt und übernahm am 11. August 1679 das Amt, das er bis zu seinem Tod innehatte.
Daneben unterrichtete er an der Nikolaischule, zunächst als vierter, später als zweiter Kollaborator. Nach mehreren Orgel-Gutachten, die Vetter erstellte, wurde ihm, der als hervorragender Organist galt, 1718 vom Rektor der Universität Leipzig die Aufsicht über den Umbau der Orgel in der Universitätskirche St. Pauli anvertraut.
Mit seinem Hauptwerk, der Musikalischen Kirch- und Hausergötzlichkeit, gewidmet „mehreren weltberühmten Kauf- und Handelsherren“, hat Vetter eines der wenigen geistlichen Melodiebücher der ersten Hälfte des 18. Jhd. veröffentlicht. Die beiden Bände enthalten 117 vierstimmige Sätze, wobei „der Choral eines jedweden Liedes auf der Orgel“ gespielt werden soll und „nachgehends eine gebrochene Variation auf dem Spinett oder Klavichord zu traktieren folgt“.
Eine der hier erstmals erscheinenden vier Hymnen Liebster Gott, wann werd ich sterben, die Vetter 1695 komponierte, wurde von Johann Sebastian Bach (BWV 8) übernommen.
Daniel Vetter komponierte für das liturgische Jahr mindestens zwei Kirchenkantatenzyklen sowie viele Gelegenheitswerke. Eine humorvolle Hochzeitskantate von 1698, für die Vetter sowohl das Libretto als auch die (jetzt verlorene) Musik schuf, hatte den Titel Eine Debatte über die Angemessenheit der Eheschließung einer Witwe.
Ein Teil seiner Werke findet sich in der Sammlung Jacobi.

## Werk
- Der Gutte Muth des… Herrn Joh. von Guttsmuths. Leipzig nach 1675.
- Alleluja Christus von den Toten auferwecket. 1682.
- Veni sancte spiritus reple. 1682.
- Eine Debatte über die Angemessenheit der Eheschließung einer Witwe. Hochzeitskantate. 1698.
- In obitum Dni Schellii. Trauermotette zum Tod von Johann Schelle. 1701.
- Ich will dem Herren singen so lang ich lebe. Kantate. 1701.
- Musikalische Kirch- und Hauss-Ergötzlichkeit. C.F. Rumpf, Leipzig 1709.
- Zwei jährliche Zyklen von Kirchenkantaten (verschollen).

Werke, die zuvor Johann Sebastian Bach zugeschrieben wurden:
- Choral Du Friedefuerst, Herr Jesu Christ, BWV Anh 201.
- Choral Gott hat das Evangelium, BWV Anh 202.
- Choral Ich hebe meine Augen auf, BWV Anh 203.
- Choral O Traurigkeit, o Herzeleid, BWV Anh 204.